# (400169) 2006 VS154
(400169) 2006 VS154 es un asteroide perteneciente al cinturón de asteroides, descubierto el 16 de octubre de 2006 por el equipo del Catalina Sky Survey desde el Catalina Sky Survey, Arizona, Estados Unidos.

## Designación y nombre
Designado provisionalmente como 2006 VS154.

## Características orbitales
2006 VS154 está situado a una distancia media del Sol de 2,634 ua, pudiendo alejarse hasta 3,160 ua y acercarse hasta 2,107 ua. Su excentricidad es 0,199 y la inclinación orbital 14,27 grados. Emplea 1561,74 días en completar una órbita alrededor del Sol.

## Características físicas
La magnitud absoluta de 2006 VS154 es 16,9.